# Weltfriedenskirche (Hiroshima)

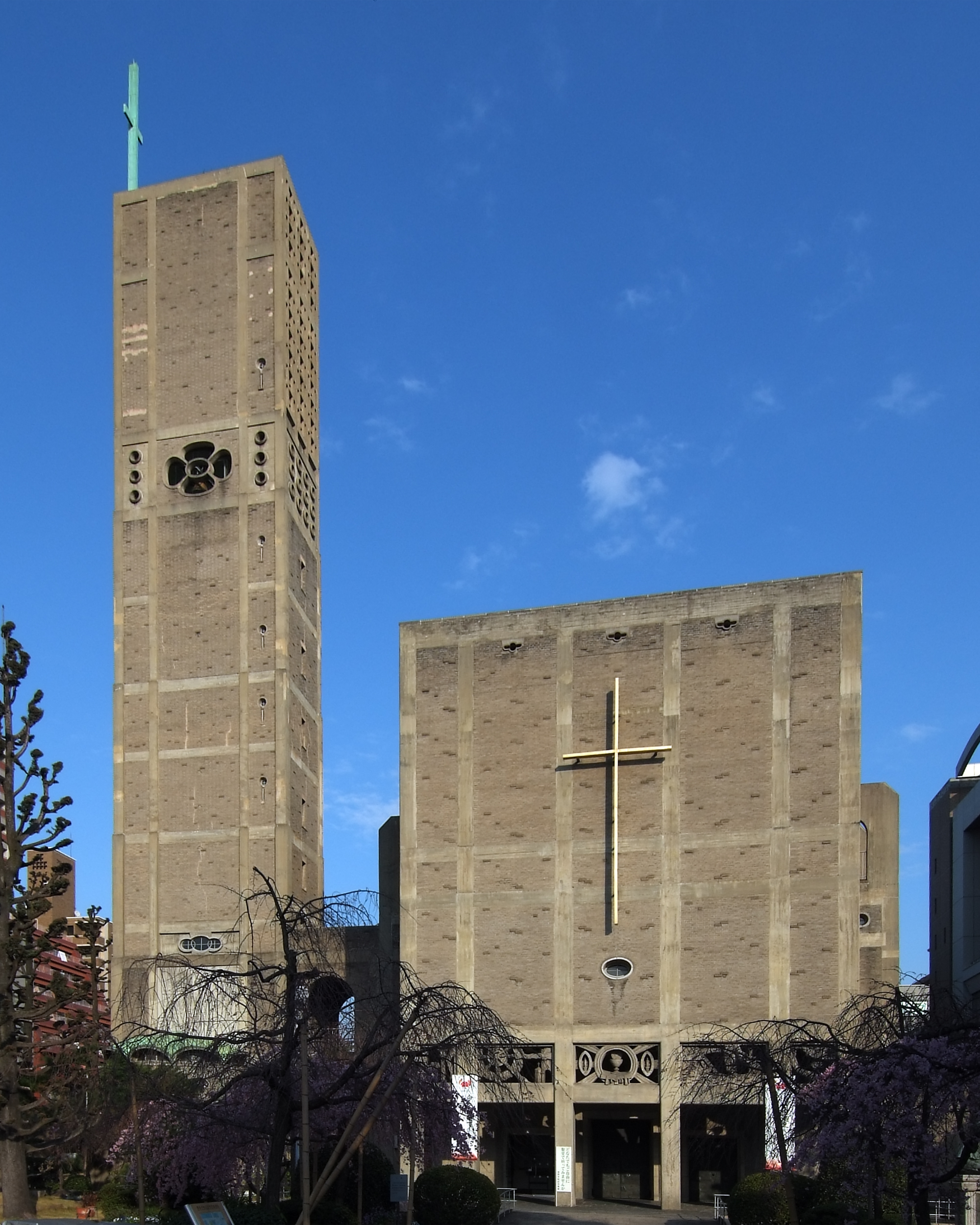
Gedächtnis-Kathedrale für den Weltfrieden in Hiroshima

Die Weltfriedenskirche (jap. 世界平和記念聖堂, Sekai Heiwa Kinen Seidō) von Hiroshima wurde im Gedenken an die Opfer des Krieges und der Atombombe in Verbindung mit dem Wunsch nach weltweitem Frieden errichtet. Weltweite Bekanntheit erlangte Hiroshima als Ziel des ersten kriegerischen Kernwaffeneinsatzes am 6. August 1945. Das Gotteshaus erhielt das Patrozinium Aufnahme Mariens in den Himmel. Für den Bau einer Kirche, die den Namen „Gedächtniskathedrale für den Weltfrieden“ erhielt, konnte Pater Enomiya-Lassalle, der den Abwurf der Atombombe auf Hiroshima überlebte, nach dem Krieg die Unterstützung des Papstes und vieler weiterer Personen aus aller Welt gewinnen.
Der Baubeginn der Kirche war am 6. August 1950. Fertiggestellt wurde sie vier Jahre später am 6. August 1954. Entworfen wurde die Kirche vom Architekten Murano Tōgo (1891–1984). Als Gedächtniskathedrale und mit dem Friedensgedächtnismuseum wurden zusammen als erste Nachkriegsgebäude 2006 zum wichtigen Kulturgut Japans ernannt.

## Geschichte
Um 08:15 Uhr, am 6. August 1945, dem Fest der Verklärung, wurde die Atombombe mit dem Spitznamen Little Boy von einem B-29-Bomber abgeworfen und auf einer Höhe von 580 m über Hiroshima gezündet, um ihre zerstörerische Wirkung zu maximieren. Hiroshima wurde vollständig zerstört und bis 1946 starben bei dem Abwurf samt den Spätfolgen insgesamt 90.000 bis 166.000 Menschen. Trotz Japans Kriegsverbrechen gegen andere Länder bleibt es umstritten, ob der Einsatz von Atomwaffen am Ende des Krieges notwendig war. Japan kapitulierte neun Tage später, auf dem kirchlichen Fest Mariä Himmelfahrt. Der Zweite Weltkrieg endete damit offiziell.
Pater Hugo Enomiya-Lassalle, war deutscher Jesuiten-Missionar in Japan. Als einer der Überlebenden der Atombombe fühlte er sich berufen, eine Kirche als Gebet für den Frieden zu bauen, und er legte seinen Plan Papst Pius XII. vor. Er reiste um die Welt und bat um Spenden und verwirklichte seinen Plan für den Bau der Weltfriedenskirche. Der Bau begann am 6. August 1950, dem 5. Jahrestag nach Abwurf der Atombombe, und wurde genau vier Jahre später mit der Weihe abgeschlossen. Das Apostolische Vikariat von Hiroshima, gegründet 1923, wurde 1959 zur Diözese Hiroshima erhoben. Papst Johannes Paul II. besuchte 1981 die Kathedrale. Heute ist die Kathedrale der Himmelfahrt der Jungfrau Maria besser bekannt als die Weltfriedensgedächtnis-Kathedrale.

## Beschreibung
Die Gedenkstätte des Weltfriedens in Hiroshima entstand aus der Trümmern der Pfarrkirche von Noborichō, die durch die Atombombe am 6. August 1945 zerstört wurde. Die Kathedrale liegt zwischen dem Friedenspark Hiroshima und dem Bahnhof JR Hiroshima. Die volumetrische Behandlung des Entwurfs wurde von Auguste Perret beeinflusst, während die Einbeziehung einer kreisförmigen Kuppel über der Kirche und kleine zylindrische Kapellen auf beiden Seiten des Hauptvolumens Echos der byzantinischen Architektur sind.
Der nachträgliche Betonrahmen mit Innenverkleidungen erinnert an die traditionelle japanische Architektur, wie die Formen der Fenster, die den Turm durchdringen. Die Ziegel-Füller in diesem Fall wurden aus der Erde mit Asche aus die durch die Atombombe zerstörten Bauten gemacht, dass ihre rauen Oberflächen Schatten über die Fassade werfen. Die Kirche ist an einen klassischen Basilikabau angelehnt. Das Kirchenschiff ist in sieben Joche gegliedert. Der Übergang vom Kirchenschiff zur Apsis erfolgt durch einen runden Triumphbogen. An der Westseite befindet sich der dreitürige Eingang. Architekt Kenji Imai entwarf die Skulpturen über der Haupttür. Überragt wird die Kirche von einem hohen prismenförmigen Turm, der wie ein Campanile freisteht.
Die Kirche birgt heute eine Vielzahl von Kunstwerken zeitgenössischer deutscher Künstler, insbesondere aus dem Rheinland. Weiterhin birgt sie eine Vielzahl von Gebrauchs- und Einrichtungsgegenständen, die von damaligen deutschen Persönlichkeiten und Firmen gespendet worden sind. Seit 1959 untersteht die Kirche nicht mehr dem Jesuiten-Orden, sondern ist Sitz des katholischen Bischofs vom Bistum Hiroshima.
Kunstwerke in der Kirche
- Bronze-Portal von Ewald Mataré, dem Lehrer von Joseph Beuys, geschenkt von der Stadt Düsseldorf
- Altarbild (Mosaik) „Die Wiederkunft Christi“ von Karl Knappe, geschenkt von damaligen Bundeskanzler Konrad Adenauer
- Kreuzweg (Tonrelief) von Wilhelm Tophinke, geschenkt von der Stadt Münster

Gebrauchs- und Einrichtungsgegenstände in der Kirche
- 4 Turmglocken, gegossen und geschenkt von der Gießerei „Bochumer Verein“[5]
- Tabernakel auf dem Hauptaltar geschenkt von der Stadt Bonn
- Kommunionbank, geschenkt vom Freistaat Bayern
- Kanzel, geschenkt von der Stadt München
- Taufbrunnen, geschenkt von der Stadt Aachen
- Gitter am Eingang und im Altarraum, geschenkt vom Land Nordrhein-Westfalen
- Orgel (Klais-Orgel, 3600 Pfeifen), geschenkt von der Stadt Köln

Die Glasfenster wurden in der Glaserei des Stiftes Schlierbach ausgeführt und in Hiroshima in den Obergaden eingefügt.